# Kaczi
Kaczi (* 13. září 1991 Frýdek-Místek), vlastním jménem Kateřina Kouláková, je česká zpěvačka, písničkářka, hudební skladatelka, textařka a multiinstrumentalistka.

## Život
Kaczi se narodila 13. září 1991 ve Frýdku-Místku do hudební rodiny. Odmala hraje na klavír, na základní umělecké škole absolvovala i hodiny zpěvu. Později se naučila na kytaru a jako poslední nástroj pak ovládla akordeon. Na koncertech se doprovází i na ukulele nebo looper.
Po odmaturování na ekonomickém lyceu ve Frýdku-Místku byla přijata k prezenčnímu studiu na Katedře rekreologie Univerzity Palackého v Olomouci. V roce 2013 nastoupila na Konzervatoř Jaroslava Ježka v Praze a ve studiu na univerzitě pokračovala dálkově. Na konzervatoři úspěšně absolvovala studium zpěvu.
Už za studia na konzervatoři se zúčastnila řady soutěží. Zkušenosti sbírala i poté hraním na ulicích velkých evropských měst nebo v Japonsku.
V současnosti[kdy?] se věnuje hudební autorské tvorbě a je tváří značky Lovemusic.

## Hudební kariéra

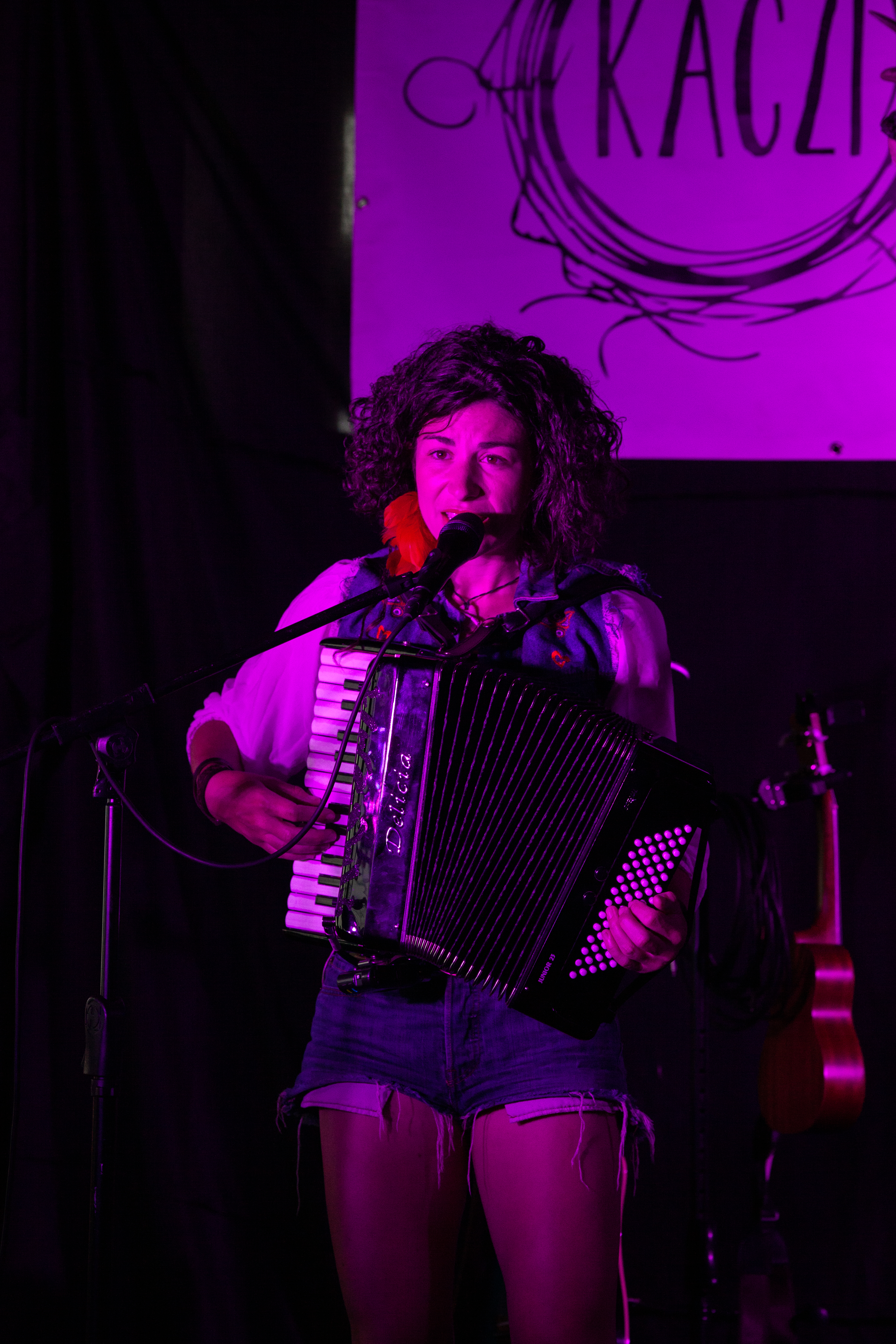
Vystoupení Kaczi na koncertě na Lysé hoře (2021)

Svou hudební kariéru započala ve třinácti letech, kdy působila s rodinnou zábavovou kapelou Sagar. S ní také dělali řadu výchovných koncertů pro základní a střední školy s tematikou proti šikaně, AIDS a drogám. První písničku složila, když jí bylo sedmnáct let.[zdroj?]
S autorskou písní Něha vyhrála v roce 2012 soutěž Czechtalent. V té době vydala první demo CD a videoklip. Začínala s anglicky zpívanými písněmi, později přešla na autorskou tvorbu v českém jazyce.[zdroj?]
V roce 2018 vydala singl Konec kariéry, na němž spolupracovala s Daliborem Cidlinským. Píseň se probojovala do soutěže Folkparáda Českého rozhlasu Ostrava.[zdroj?]
Dalšími singly se staly písně Nahá a Oběť. Videoklipy k nim vznikly pod vedením kreativního dua Czech Vibes. Klip Nahá byl poprvé uveden 7. listopadu 2018 na koncertě ve Vile Štvanice. Videoklip k písni Oběť pak 15. března 2019 premiérově odvysílala ÓČKO TV.
21. května 2019 vydala EP Polonahá. Na něm spolupracovala s producenty Daliborem Cidlinským jr., Lukášem Chromkem a Tomášem Lacinou. EP bylo pokřtěno v Malostranské besedě v Praze. Na Polonahé vyzkoušela různé přístupy a experimentovala se zvukem, s čímž souvisí i samotný název. EP obsahuje pět písní a bylo dobře přijatou fanoušky i kritikou. Nejhranější písní z něj se stala Nahá, jež zaujala například pro „příjemný taneční rytmus, který je originálně uspořádán a hezky v něm zní akordeon“.
V letech 2018 a 2019 byla nominována na cenu Jantar v kategorii Interpretka roku. „Písničkářka Kaczi je nominována za jedinečný pěvecký projev, který je syntézou folklorní tradice s alternativními hudebními trendy. Zpěvačka vydala v roce 2018 dva kvalitní videoklipy a vystoupila na řadě koncertů s charitativním zaměřením. Kaczi svou interaktivní hudební tvořivostí dokáže oslovit široké spektrum posluchačů, přičemž se jí daří vytvořit z individuálních znaků novou interpretační kvalitu.“
V dubnu 2020 vydala singl „s dětmi a pro děti“ s názvem Držíme spolu, jenž vznikl v době omezení volného pohybu v České republice v důsledku šíření nového typu koronaviru. Věnovala jej nejen dětem, ale i těm, kteří pomáhají potřebným. Na jaře 2020 pak plánuje zveřejnit i singl Milenka ve spolupráci s disco-balkánskou kapelou Circus Brothers. Jeho křest proběhne v pražské Malostranské besedě 11. června 2020. Nové album by mělo vyjít v první polovině roku 2021.[zdroj?]
Má za sebou řadu klubových koncertů po České republice. Hrála například na Portě v Řevnicích, festivalu Colours of Ostrava, Mezinárodním filmovém festivalu v Karlových Varech nebo ve studiu Českého rozhlasu Olomouc.
13. října 2021 pokřtila debutové album Nahá koncertem v novém studiu Českého rozhlasu Ostrava. Na albu spolupracovala s producentem a hudebníkem Lukášem Hradilem, který ji často na jejích koncertech doprovází na kontrabas.
Díky albu získala nominaci na Ceny Anděl 2021 v kategorii Zpěvačka roku.[zdroj?]
V roce 2024 vyšlo druhé studiové album Kněhyně, jež reflektuje autentickou a přirozenou polohu Kaczi. Navozuje totiž intimní atmosféru, která je zpěvačce vlastní. Ochutnávkami z desky, která na rozdíl od předchozí Nahé není plně autorská, se staly skladby Port de Soller, Chtěla bych být a eponymní píseň Kněhyně.

## Diskografie

### Singly
- Spring (2013)
- Bez tebe (2016)
- Klid (2017)
- Konec kariéry (2018)
- Nahá (2018)
- Oběť (2019)
- Držíme spolu (2020)
- Milenka (2020)
- Lysá hora (2021)
- Planeta Země (2021)
- Dobrú noc z hôr (2021)
- Máma (2022)

### EP
- Polonahá (2019)

### CD
- Nahá (2021)
- Kněhyně (2024)